# اس‌تی‌اس-۱۱۴

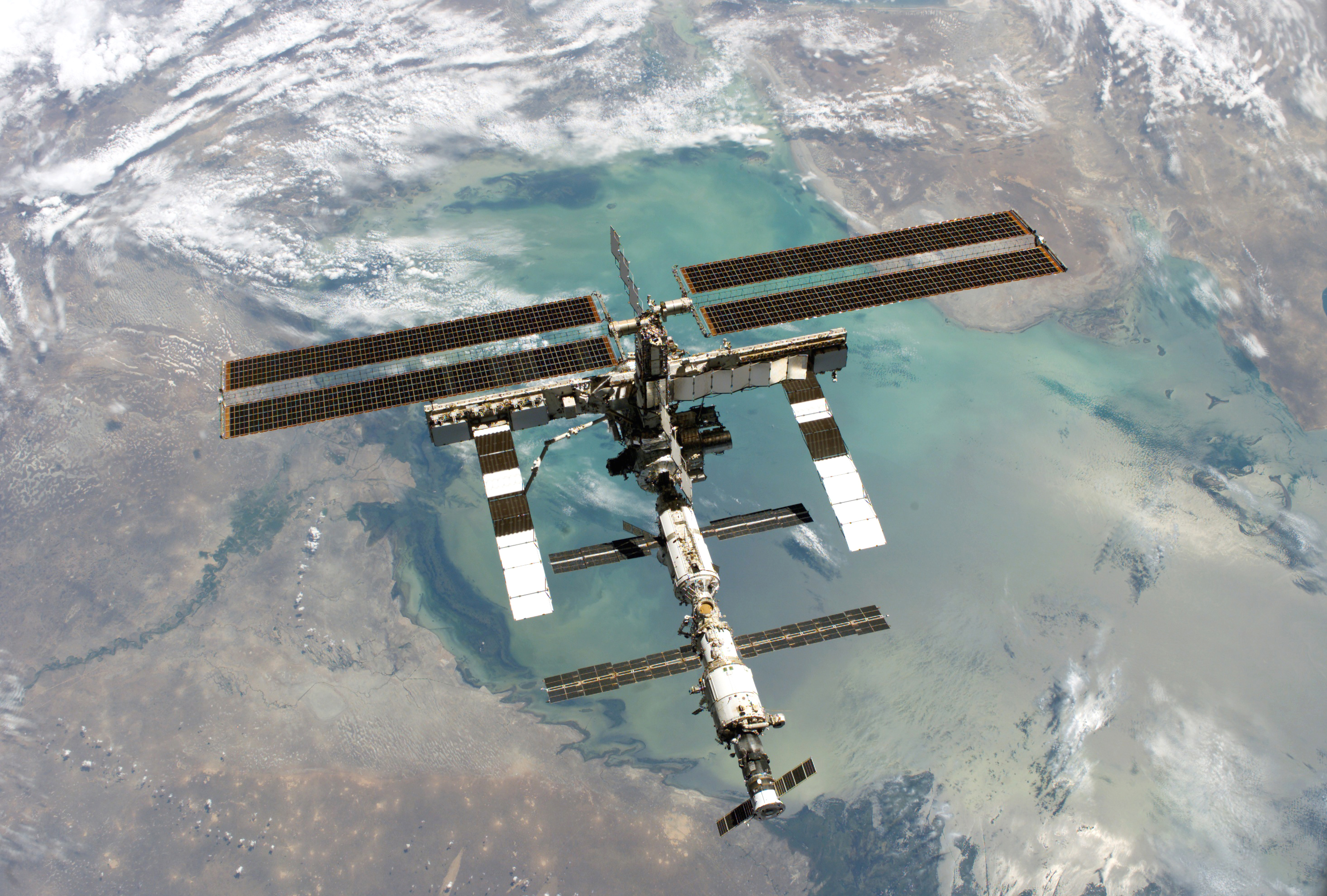
تصویری گرفته شده از ایستگاه فضایی بین‌المللی روی مدار زمین در آگوست سال ۲۰۰۵، هنگام بازگشت از مأموریت اس‌تی‌اس-۱۱۴ توسط شاتل فضایی دیسکاوری.

- مأموریت: مونتاژ ایستگاه بین‌المللی فضایی Flight LF۱
- شاتل فضایی: فضاپیمای دیسکاوری
- سکوی پرتاب: ۳۹B
- زمان پرتاب: July 26, 2005, 10:39:00 a.m. EDT
- محل فرود: پایگاه نیروی هوایی Edwards، کالیفرنیا
- زمان فرود: Aug. 9, 2005, 5:11:22 a.m. PDT
- باند پرواز: ۲۲
- گردش به دور زمین: ۲۱۹
- مدت زمان مأموریت: ۱۳ روز، ۲۱ ساعت، ۳۲ دقیقه و ۴۸ ثانیه
- زمان توقف چرخ: ۵:۱۲:۳۶ a.m. PDT
- طول مسیر حرکت بر روی باند: ۱٫۵ مایل
- طول مسیر سفر: ۵٫۸ میلیون مایل

## سرنشینان
سرنشینان مأموریت اس تی اس – ۱۱۴ به فرماندهی آیلین کالینز، خلبان James Kelly، مأموران متخصص Charles Camarda , Wendy Lawrence , Soichi Noguchi , Stephen Robinson , Andrew Thomas.